# جاده ۲۴ (ایران)
جاده ۲۴  یک شبکه بزرگراه‌ از جاده‌ها در ایران است که هشترود را از شمال غرب به مراغه و بناب وصل می‌کند. بایگانی‌شده  در ۲۸ نوامبر ۲۰۲۰ توسط Wayback Machine